# Uhlerjevo število
Uhlerjevo število je pozitivno celo število oblike:
{\displaystyle U_{n}\equiv \left(2^{n}-1\right)n!+1=M_{n}n!+1,\qquad (n\geq 0)\!\,,}
kjer je {\displaystyle n!\,} funkcija fakulteta in {\displaystyle M_{n}\,} n-to Mersennovo število. Prva Uhlerjeva števila so:
1, 2, 7, 43, 361, 3721, 45361, 640081, 10281601, 185431681, 3712262401, 81709689601, 1961511552001, 51005527372801, 1428241944729601, 42848566016256001, 1371175035310080001, 46620306887970816001, 1678337450340655104001, 63776944758045302784001, ...
Imenujejo se po ameriškem fiziku Horaceu Scudderju Uhlerju (1872–1956), profesorju fizike na Univerzi Yale.
Števila so praštevila za n enak (OEIS A181185):
1, 2, 3, 6, 17, 25, 40, 45, 143, 289, 510, 524, 526, 716, 756, 1008, 1271, 1370, 3677, ...